# Craterul Chukcha
Chukcha este un crater de impact meteoritic în Peninsula Taimîr, Rusia.

## Date generale
Are 6 km în diametru și are vârsta estimată la mai puțin de 70 milioane ani (Cretacic sau mai tânăr). Craterul este expus la suprafață.